# Deutsches Meisterschaftsrudern 1931
Das 44. Deutsche Meisterschaftsrudern wurde 1931 in Berlin ausgetragen. Wie im Vorjahr wurden Medaillen in sechs Bootsklassen vergeben.

## Medaillengewinner
| Bootsklasse            | Gold | Silber | Bronze |
| ---------------------- | --- | --- | --- |
| Einer                  | Herbert Buhtz (Berliner RC I) | Eduard Paul (Frankfurter RG Oberrad 1879) | Gerhard Boetzelen (Berliner RC II) |
| Doppelzweier           | Berliner RC Herbert Buhtz Gerhard Boetzelen | Berliner RC Sport-Borussia Gerhard Blümel Heinz Joachim Koch | Keine weiteren Boote in der Wertung |
| Zweier ohne Steuermann | Wiener RV Triton Robert Kopezky Anton Kopezky | RG Hansa Albert Dürr Julius Kollwitz | Berliner RC Heinz Budde Carl Martin Petersen |
| Vierer ohne Steuermann | Mannheimer RV Amicitia von 1876 Hans Maier Walter Flinsch Ernst Gaber Carl Aletter                                                                                        | Spindlersfelder RV Sturmvogel Hans Neumeyer Egon Krüger Klaus Kettler Herbert Friedrich                                                                          | Berliner RC Kurt Hofmann Horst Hoeck Joachim Zimmermann Carl Martin Petersen                                                                                          |
| Vierer mit Steuermann  | Berliner RC Rolf Schober Horst Hoeck Joachim Spremberg Helmut Kistenmacher Johannes Schunack (Stm.)                                                                       | Spindlersfelder RV Sturmvogel Hans Neumeyer Egon Krüger Klaus Kettler Herbert Friedrich Paul Schulz (Stm.)                                                       | RK am Wannsee Wolfgang Esterer Herbert Urbschat Walter Parlow Rudolf Timme Karl Hornig (Stm.)                                                                         |
| Achter                 | Mannheimer RV Amicitia von 1876 Hans Maier Walter Flinsch Gerhard von Düsterlho Robert Huber Heinrich Bender Wilhelm Reichert Ernst Gaber Carl Aletter Fritz Bauer (Stm.) | Kasteler RG 1880 Medard Hartrath Waldemar Leber Wilhelm Paape Franz Bock Fritz Schandua Clifford Callwood Josef Schollmeyer Theo Jost Heinrich Diefenbach (Stm.) | Berliner RC Rolf Schober Richard Winkler Günther Schattauer Heinz Budde Horst Hoeck Joachim Spremberg Joachim Zimmermann Helmut Kistenmacher Carlheinz Neumann (Stm.) |